# Apostelenretabel van Tongeren
Het Apostelenretabel van Tongeren is een van de best bewaarde retabels van België.

## Bespreking
Het houten retabel uit de 15e eeuw is afkomstig van de voormalige begijnhofkerk van Tongeren en behoort sinds 1888 toe aan de Koninklijke Musea voor Kunst en Geschiedenis in Brussel. Het bestaat uit een rechthoekige houten bak met verhoogde middenpartij die ingedeeld is in nissen, en meet 233 bij 357 cm. Het onderste horizontale register is leeg. Uit een tekst die bewaard bleef uit 1738 bleek dat daar oorspronkelijk de relieken bewaard werden van elfduizend maagden en waarschijnlijk ook van de aanvoerster, nl. de Heilige Ursula.
Wat in de tweede horizontale reliek in het midden stond is nog steeds niet achterhaald, maar men veronderstelt dat het een zeer belangrijke was, aangezien aan de ene kant de H. Maagd en aan de andere kant de Almachtige God afgebeeld is. Nu staat in die centrale nis een gepolychromeerd en verguld houten kruisbeeldje.
Voor de beveiliging van de waardevolle reliekhouder van de bovenste nis in het midden, werd deze afgesloten met een houten hekje. Aan de achterzijde is een deurtje met een ijzeren slot. Op die manier kon de reliek uit het retabel genomen worden om in een processie of stoet rond te dragen.
Het apostelenretabel maakte deel uit van de versiering van het hoofdaltaar in het koor waarachter een doorgang vrij bleef. De Heilige Maagd en alle apostelen worden vereerd. Ze hebben elk een afzonderlijke nis in de twee rijen aan beide kanten van de H. Maagd en de Almachtige God. De apostelen zitten neer op een bankje. Ze zijn herkenbaar aan de attributen of herkenningstekens. Enkele voorbeelden:
- Petrus met een sleutel
- Johannes met een kelk met kronkelende slang
- Jacobus de Meerdere met een schelp op de boord van zijn hoed en een pelgrimsstaf in de hand
- Simon Zelotes met een zaag

In het bovenste deel in het midden zijn nog 3 nissen, telkens met een houten baldakijntje. Daarin staat middenin de Heilige Maagd met het Kindje, de patrones van Tongeren. Aan haar rechterzijde Sint-Jan de Doper met het lam, patroon van de bijkerk van de Tongerse collegiale kerk. Aan haar linkerzijde staat de Heilige Catharina van Alexandrië die haar belager keizer Maxentius vertrapt. Zij is de patrones van de voormalige begijnhofkerk van Tongeren. De beelden zijn gemaakt uit noteboomhout en grotendeels verguld.
Het retabel toont een grote gelijkenis met die van apostelen- en reliekretabels uit het Rijnland. Dit is niet te verwonderen, want Tongeren was in die tijd afhankelijk van het aartsbisdom Keulen. Dit apostelretabel is een unicum in de bewaard gebleven exemplaren van België.

## Bron
- GH. Derveaux-Van Ussel, Assistente bij de Koninklijke Musea voor Kunst en Geschiedenis te Brussel.
- Bibliografie: Gh. DErveaux-Van Ussel, Het apostelenretabel uit de voormalige begijnhofkerk van Tongeren
- In Bulletin van de Koninklijke Musea voor Kunst en Geschiedenis
- Uit: Openbaar kunstbezit Vlaanderen Jaargang 1971/1